# Lopaphus psidium
Lopaphus psidium är en insektsart som först beskrevs av Thanasinchayakul 2006.  Lopaphus psidium ingår i släktet Lopaphus och familjen Diapheromeridae. Inga underarter finns listade i Catalogue of Life.